# Gesetz von der Unterschiedslosigkeit der Preise
Das Gesetz von der Unterschiedslosigkeit der Preise (auch Gesetz des einheitlichen Preises, Gesetz des Einheitspreises genannt; englisch law of one price) ist ein nach William Stanley Jevons benanntes Gesetz der Mikroökonomie. Es besagt, dass unter der Voraussetzungen der Abwesenheit von Handelshemmnissen, bei freiem Wettbewerb und bei freier Preisbildung identische Güter, die in unterschiedlichen Orten verkauft werden, einen Einheitspreis aufweisen müssten, wenn sie in derselben Währung ausgedrückt werden.

## Allgemeines
Außerhalb der Rechtswissenschaft (formales Gesetz) spricht man in den Wissenschaften von einem Gesetz, wenn aus einer Theorie orts- und zeitunabhängig allgemeingültige Aussagen abgeleitet werden, die weltweit gelten. Im Juni 1866 schrieb Jevons als Kernaussage seines Gesetzes, dass „...auf demselben offenen Markte zu irgend einem Zeitpunkt nicht zwei Preise für die gleiche Art von einem Gegenstand vorhanden sein können“. Es handelt sich um ein empirisches Gesetz, von dem es Ausnahmen gibt.

## Definition
Das Gesetz besagt unter den Bedingungen des vollkommenen Marktes, dass für ein Gut nur ein einheitlicher Preis auf dem Markt entstehen muss, wenn räumliche, zeitliche, sachliche und persönliche Präferenzen entfallen sowie vollkommene Information vorliegt:

“In the same open market, at any moment, there cannot be two prices for the same kind of article.”

„Im gleichen vollkommenen Markt kann es zu keinem Zeitpunkt zwei Preise für das gleiche Gut geben.“

Bei Fehlen von vollkommener Information vermutet man einen temporär unvollkommenen Markt. Temporär deswegen, da auch bei fehlender vollkommener Information der Markt dadurch zu einheitlichen Preisen tendiert, dass die Marktteilnehmer die Preisgestaltung der anderen Marktteilnehmer beobachten und ihre Preisgestaltung an denen der Wettbewerber orientieren. Damit entsteht der einheitliche Preis ggf. zeitverzögert. Trifft eine der anderen Bedingungen nicht zu, ist der Markt unvollkommen.

## Wertpapiere
Das Gesetz des einheitlichen Preises besagt im Wertpapierhandel, dass zwei Finanzinstrumente, die identische Cashflows generieren, den gleichen Preis haben müssen. Dieses Prinzip der Optionspreistheorie kann als Basis zur Optionspreisermittlung dienen. Um den (unbekannten) Preis einer Option zu bestimmen, muss lediglich ein Portfolio mit bekanntem Preis gefunden werden, das die gleichen Cashflows wie die Option aufweist. Aufgrund des Gesetzes muss die Option den gleichen Preis wie das Portfolio haben.

## Arbitrage
Arbitrage bezeichnet die Möglichkeit eines risikolosen Gewinns ohne Einsatz von Eigenkapital. Möglichkeiten zur Arbitrage entstehen, wenn zwei identische Wertpapiere an verschiedenen Börsen unterschiedliche Börsenkurse aufweisen. Der Arbitrageur kann nun, im Idealfall ohne Einsatz eigenen Kapitals, das Wertpapier am teureren Handelsplatz leerverkaufen und sich am billigeren Handelsplatz mit der identischen Anzahl Wertpapiere eindecken. Sein Gewinn ist die Differenz aus den beiden Kursen. In einem effizienten Markt führt das Gesetz des einheitlichen Preises dazu, dass durch viele Arbitragegeschäfte keine Möglichkeiten zur Arbitrage mehr bestehen.
Das Gesetz trifft empirisch nicht immer zu, was auf Handelshemmnisse wie Zölle und Steuern sowie unerwartete Wechselkursschwankungen zurückgeführt wird.